# Tatami (Film)
Tatami ist ein Thriller von Guy Nattiv und Zar Amir Ebrahimi. Der Film mit Arienne Mandi in der Hauptrolle als iranische Judoka und Ebrahimi als deren Trainerin feierte Anfang September 2023 bei den Internationalen Filmfestspielen in Venedig seine Premiere. Der Kinostart in Deutschland erfolgte Anfang August 2024, in den USA Mitte Juni 2025.

## Handlung
Die iranische Judoka Leila Hosseini begibt sich mit ihrer Trainerin Maryam nach Tiflis in Georgien, wo sie bei der Weltmeisterschaft unbedingt die Goldmedaille gewinnen will. Sie hat gute Chancen und besteht die ersten Kämpfe mit Bravour. Dann erhält ihre Trainerin einen Anruf vom Verbandschef. Weil sie möglicherweise gegen eine israelische Judoka antritt, ist das Regime nervös geworden. Damit Leila keine Niederlage gegen den iranischen Erzfeind erleidet, wird die Trainerin dazu aufgefordert, Leila nicht kämpfen zu lassen. Maryam war einst selbst eine erfolgreiche Judoka.
Leila weigert sich, dem Befehl aus der Heimat nachzukommen und ihren Traum von einer Goldmedaille aufzugeben. Sie kämpft weiter, auch wenn sie weiß, dass sowohl ihre Trainerin nach ihrer Rückkehr als auch ihr Ehemann Nader, der mit ihrem Kind im Iran geblieben ist, hierdurch Repressalien bis hin zu Prügelstrafen befürchten müssen.

## Produktion

### Regie und Drehbuch
Regie führten Guy Nattiv und Zar Amir Ebrahimi. Es handelt sich um den sechsten Spielfilm des israelischen Regisseurs. Für Ebrahimi, die im Iran geboren wurde und in Teheran aufwuchs, stellt Tatami ihr Regiedebüt dar. Der Film ist von einem tatsächlichen Ereignis inspiriert, das sich 2018 in der Nippon-Budokan-Arena in Tokio zugetragen hat. Der iranische Judoka Saeid Mollaei, der bei der Weltmeisterschaft für die Nationalmannschaft seines Landes antrat, wurde von seinen Betreuern angewiesen, eine Verletzung vorzutäuschen, um sich so keinem israelischen Judoka stellen zu müssen. Auch wenn Mollaei bislang derlei Anweisungen befolgte, weigerte er sich dieses Mal, kämpfte trotzdem und lief über. Der Film erzählt die Geschichte noch einmal, allerdings mit einer Protagonistin. Nattiv, der gemeinsam mit der in Paris lebenden Iranerin Elham Erfani auch das Drehbuch schrieb, erklärte: „Dieser Vorfall löste [einige Jahre später] eine Bewegung unter iranischen Sportlerinnen aus.“
Nattiv nannte den Film aus Respekt für Judo und das Ursprungsland des Kampfsportes Tatami, da hier die  gleichnamigen Matten aus Reisstroh verwendet werden.

### Besetzung und Dreharbeiten

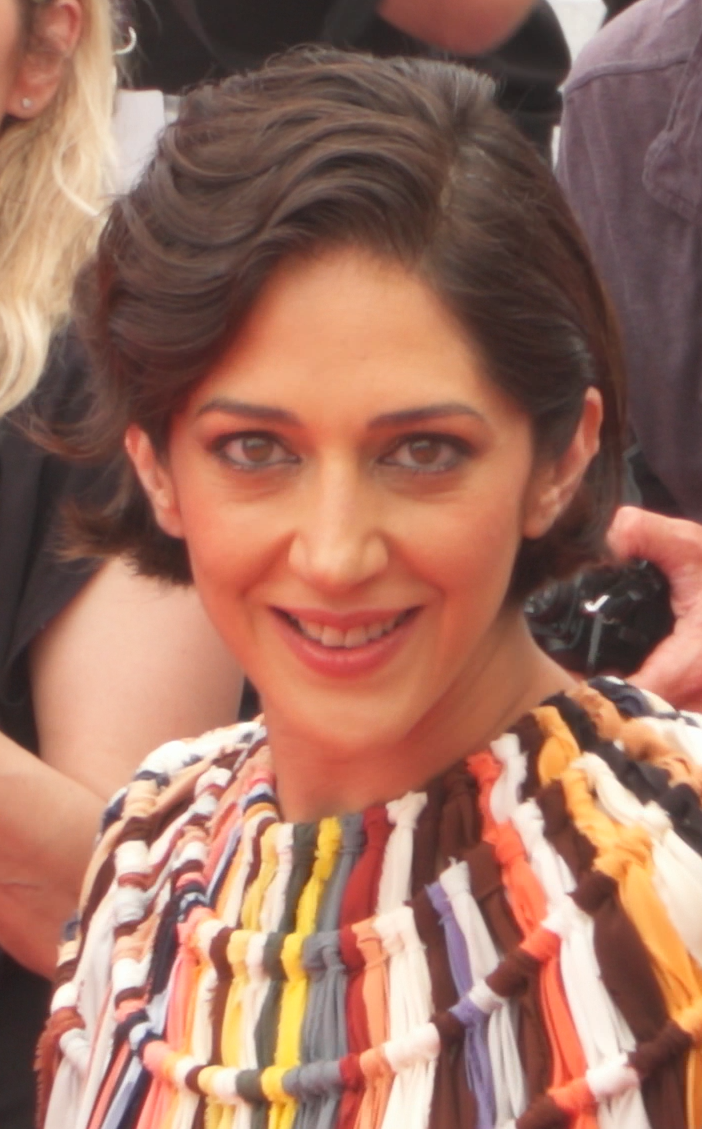
Regisseurin Zar Amir Ebrahimi spielt Leilas Trainerin Maryam

Die US-Amerikanerin Arienne Mandi, deren Mutter Chilenin und deren Vater Iraner ist, spielt in der Hauptrolle die iranische Judoka Leila und die Regisseurin Ebrahimi ihre Trainerin Maryam. Jaime Ray Newman, Nattivs Ehefrau, spielt Stacey Travis. Auch Kodrehbuchautorin Elham Erfani ist im Film in einer Nebenrolle zu sehen. Weiter auf der Besetzungsliste finden sich Nadine Marshall in der Rolle von Jean Claire Abriel und Lir Katz in der Rolle der israelischen Judo-Weltmeisterin Shani Lavi. Ash Goldeh spielt Leilas Ehemann Nader.
Arienne Mandi, die sich als Boxerin betätigt, trainierte in Vorbereitung auf ihre Rolle sechs Monate lang mit einem Weltmeister in Los Angeles Judo. Zu ihren Gegnerinnen im Film gehören echte Weltmeisterinnen aus verschiedenen Ländern. Die Kampfszenen entstanden alle binnen einer Woche und wurden von einem georgischen Trainer, der mit der ägyptischen Nationalmannschaft zusammenarbeitete, choreografiert. Gedreht wurden die Szenen mit zwei Kameras. Die Dreharbeiten fanden ab Frühjahr 2022 in der georgischen Hauptstadt Tiflis statt. Kameramann Todd Martin, der den Film in Schwarzweiß und im Format 4:3 drehte, war zuletzt für den Thriller Die Novizin von Lauren Hadaway tätig.

### Filmmusik, Marketing und Veröffentlichung
Die Filmmusik komponierte die Deutsche Dascha Dauenhauer. Sie hatte mit Nattiv bereits für die Filmbiografie Golda zusammengearbeitet, die im Februar 2023 im Rahmen der Internationalen Filmfestspiele in Berlin ihre Premiere feierte, und war zuvor für Fernsehserien wie Souls und Der Schwarm tätig. Das Soundtrack-Album mit insgesamt zehn Musikstücken wurde Mitte April 2024 von Lakeshore Records als Download veröffentlicht.
Die Premiere des Films erfolgte am 2. September 2023 bei den Internationalen Filmfestspielen von Venedig. Anfang Oktober 2023 wurde der Film beim Zurich Film Festival und Ende Oktober 2023 beim Tokyo International Film Festival gezeigt. Ende Januar, Anfang Februar 2024 wurde er beim Göteborg Film Festival vorgestellt. Anfang Juli 2024 wurde Tatami beim Filmfest München gezeigt. Ende Juli 2024 wurde Tatami im Rahmen der Filmkunstwochen München vorgestellt. Im gleichen Monat wurde der erste Trailer veröffentlicht. Der Kinostart in Deutschland war am 1. August 2024. Ende August, Anfang September 2024 wurde er beim New Zealand International Film Festival vorgestellt. Im Januar 2025 wurde Tatami beim Palm Springs International Film Festival gezeigt. Im April 2025 sind Vorstellungen beim Miami Film Festival geplant. Am 13. Juni 2025 kam Tatami in ausgewählte US-Kinos.

## Rezeption

### Kritiken
Von den bei Rotten Tomatoes aufgeführten Kritiken sind 94 Prozent positiv.
Peter Osteried, Filmkorrespondent der Gilde deutscher Filmkunsttheater, erklärt in seiner Kritik, Tatami behandle die Frage, was man bereit ist, für die Freiheit zu opfern, was die eigene Würde wert ist und wie weit man zu gehen bereit ist, um sich selbst treu zu bleiben. Dies seien Fragen, die sich hypothetisch immer leicht beantworten ließen, die aber umso schwerer wiegen, wenn echte Konsequenzen drohen. Arienne Mandi spiele das außergewöhnlich gut, und ihr innerer Konflikt übertrage sich auf den sportlichen Wettkampf, den äußeren Konflikt. Das Fehlen von Farbe wirke zudem erdrückend, ebenso wie der enge Rahmen eines fast quadratischen Bildes, der den Druck symbolisiert, der auf Leila ausgeübt wird und der sie fast zu zerquetschen droht. Tatami sei brillant, die Art Film, die so gut ist, dass man sich wünscht, er würde nie zu Ende gehen.
Thomas Abeltshauser schreibt in seiner Kritik für epd Film, Tatami sei mit seinen klaustrophobischen Schwarz-Weiß-Bildern zugleich ein packendes Sportdrama mit rasant inszenierten Judokämpfen und ein politischer Thriller um strukturelle Unterdrückung, individuelle Freiheit und persönliche Verantwortung. Gerade im Sommer von Fußball-EM und Olympischen Spielen, angesichts von Konflikten im Nahen Osten und in der Ukraine sowie vor dem Hintergrund eines weltweit grassierenden Antisemitismus mache der Film einmal mehr deutlich, wie schwer sich Sport und Politik trennen lassen.

### Einsatz im Unterricht
Das Onlineportal kinofenster.de empfiehlt den Film ab der 9. Klasse für die Unterrichtsfächer Deutsch, Englisch, Politik, Sport und Kunst und bietet Materialien zum Film für den Unterricht. Dort schreibt Philipp Bühler, zur Analyse der politischen Hintergründe im Unterricht könne der Fall der Boxerin Sadaf Khadem herangezogen werden, die dem Film als Beraterin diente. In der filmsprachlichen Auseinandersetzung ließe sich erörtern, mit welchen Mitteln der Eindruck eines Handlungsablaufs "in Echtzeit" inszeniert und so Spannung erzeugt wird. Auch der Einsatz expressiver Close-ups, Zeitlupen und Schwarzblenden lohne einen genauen Blick. Nicht zuletzt eigne sich der Film als Einführung in den Judosport.

### Auszeichnungen
Tatami befand sich in der Vorauswahl zum Europäischen Filmpreis 2023. Im Folgenden eine Auswahl von Nominierungen und Auszeichnungen.

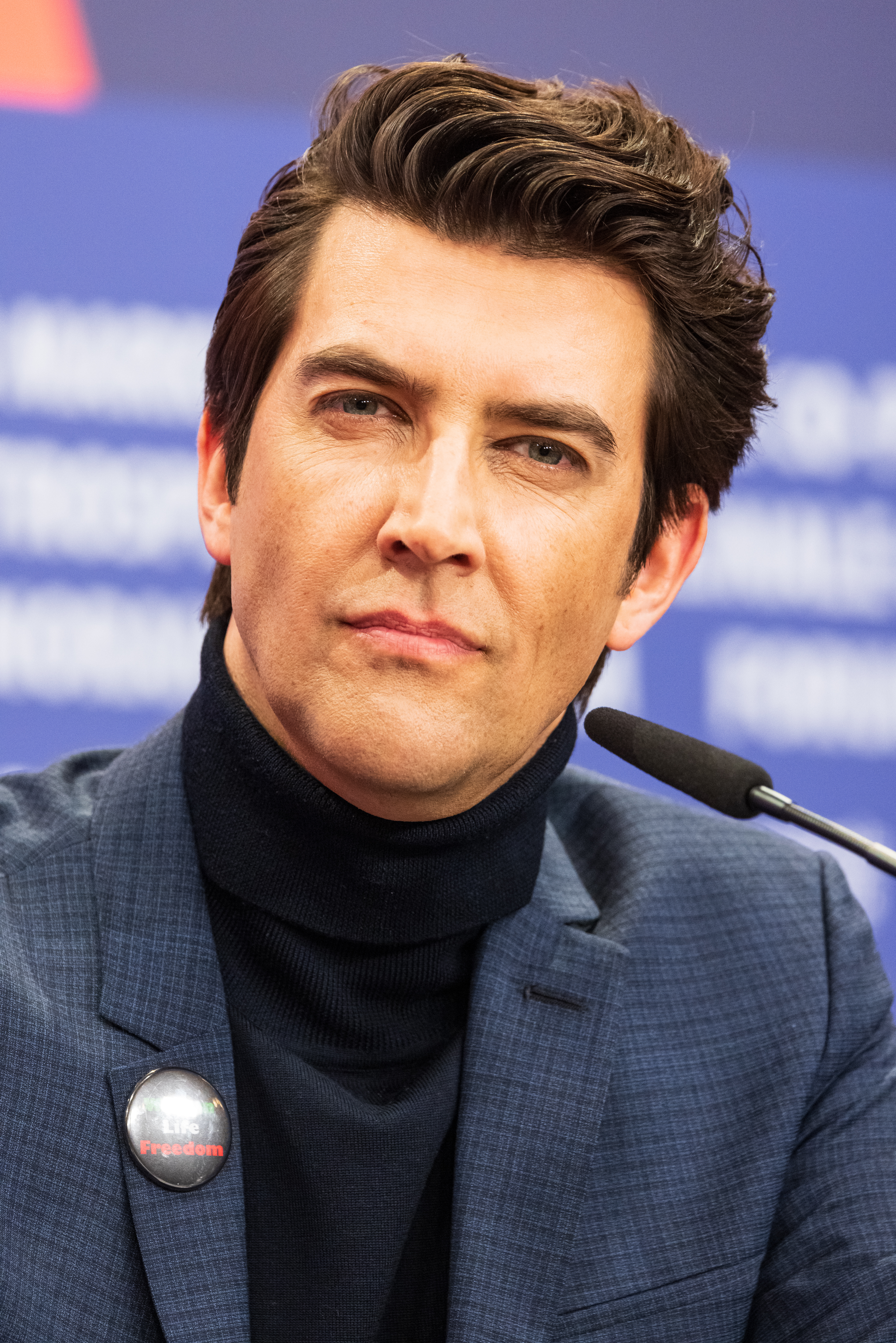
Der Regisseur Guy Nattiv

Brussels International Film Festival 2024
- Lobende Erwähnung im Internationalen Wettbewerb[23]

Camerimage 2024
- Auszeichnung mit dem Goldenen Frosch im Cinematographers’ Debuts Competition (Todd Martin)
- Auszeichnung mit dem Publikumspreis[24]

Filmfest München 2024
- Auszeichnung mit dem Fritz-Gerlich-Filmpreis[25]

Internationale Filmfestspiele von Venedig 2023
- Nominierung für den Venice Horizons Award
- Auszeichnung mit dem Brian Award (Zar Amir Ebrahimi und Guy Nattiv)

Palm Springs International Film Festival 2025
- Auszeichnung mit dem Young Cineastes Award
- Nominierung für den Bridging the Borders Award[26]

Tokyo International Film Festival 2023
- Nominierung im Wettbewerb
- Zweitplatzierter beim Special Jury Prize
- Auszeichnung als Beste Schauspielerin (Zar Amir Ebrahimi)[27][28]